# Alechino
Alechino (ros. Алехино) – wieś (dieriewnia) w Rosji, w obwodzie orłowskim, w rejonie chotynieckim. W 2010 liczyła 229 mieszkańców.